# Gāv Khāneh
Gāv Khāneh (persiska: گاو خانه) är en ort i Iran.   Den ligger i provinsen Markazi, i den centrala delen av landet, 230 km sydväst om huvudstaden Teheran. Gāv Khāneh ligger 1 687 meter över havet och antalet invånare är 506.
Terrängen runt Gāv Khāneh är platt åt nordost, men åt sydväst är den kuperad.Runt Gāv Khāneh är det ganska tätbefolkat, med 58 invånare per kvadratkilometer. Närmaste större samhälle är Arak, 7,1 km sydväst om Gāv Khāneh. Trakten runt Gāv Khāneh består i huvudsak av gräsmarker.